# Antennella singulata
Antennella singulata is een hydroïdpoliepensoort uit de familie van de Halopterididae. De wetenschappelijke naam van de soort is voor het eerst geldig gepubliceerd in 2011 door Watson.